# Rhyncomya nigeria
Rhyncomya nigeria är en tvåvingeart som beskrevs av Charles Howard Curran 1931. Rhyncomya nigeria ingår i släktet Rhyncomya och familjen Rhiniidae. Inga underarter finns listade i Catalogue of Life.